# Grigory Gurkin

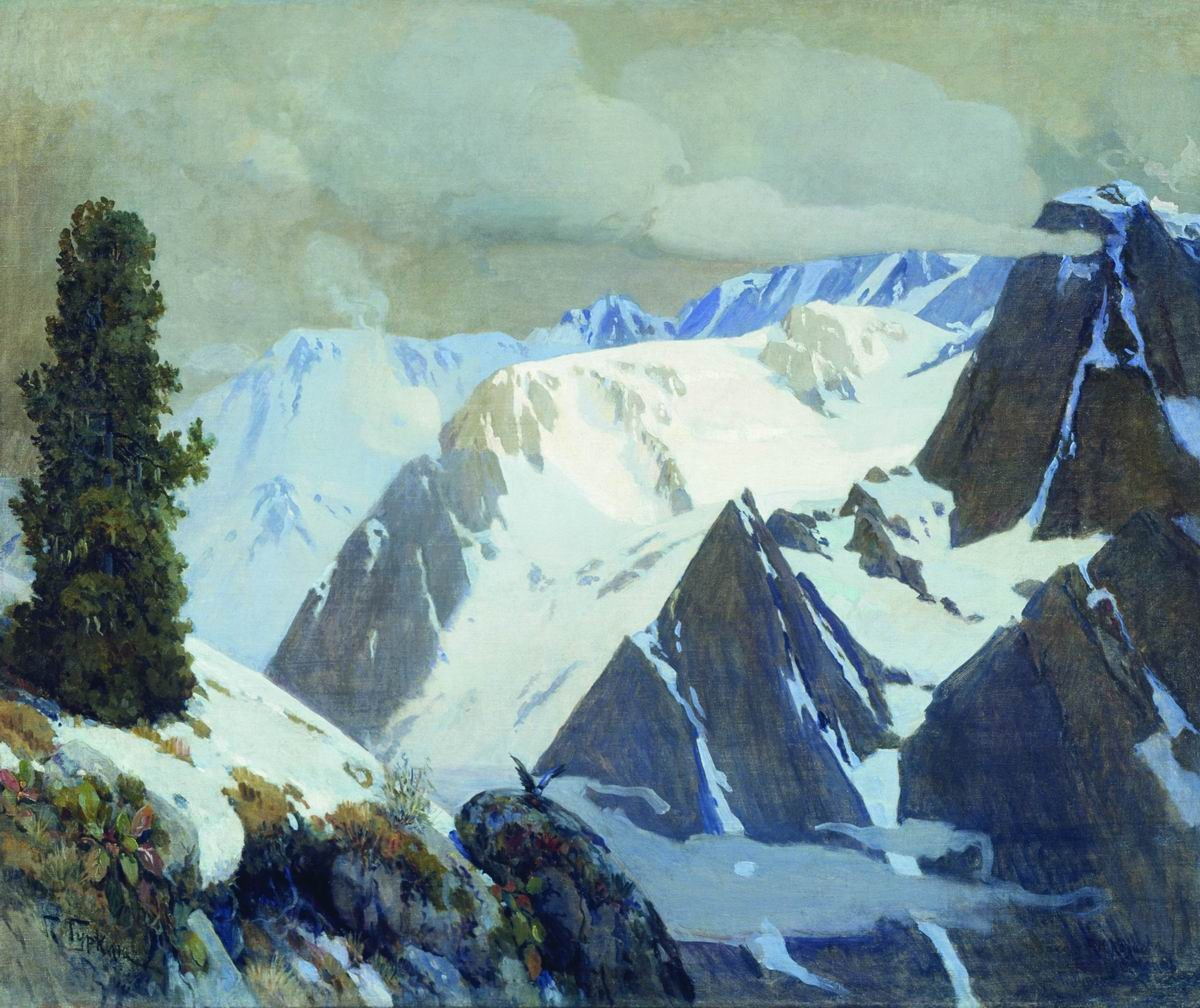
Khan-Altai (1912)

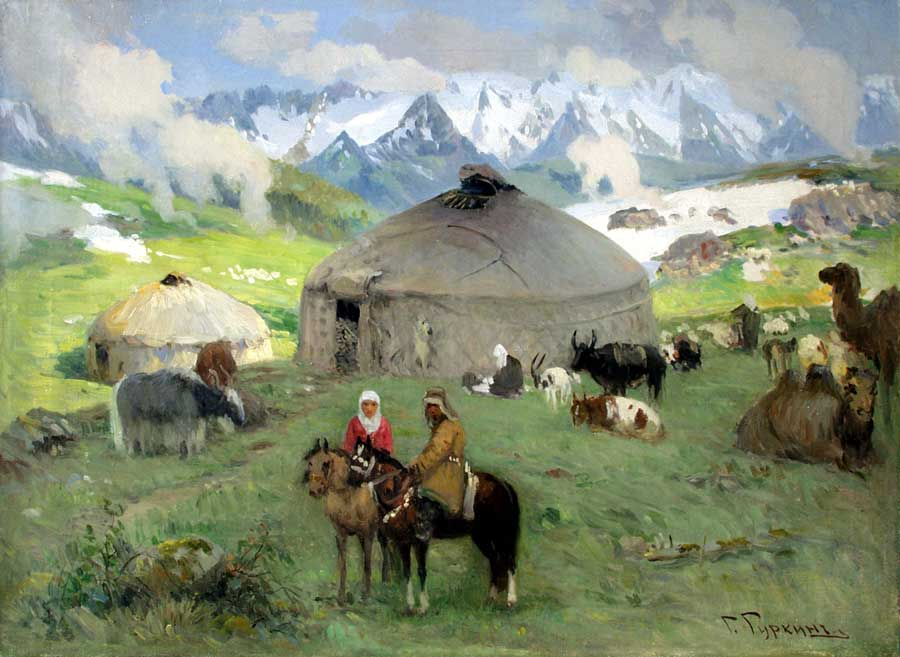
Nómadas en las Montañas

Grigory Ivanovich Gurkin (en ruso: Григо́рий Ива́нович Гу́ркин; 24 de enero de 1870-11 de octubre de 1937) fue un pintor de paisajes ruso, el primer artista profesional de origen étnico Altái. Es reconocido por su paisajes de las montañas Altái.

## Biografía
Gurkin nació en 1870 en el selo de Ulala, hoy Gorno-Altaisk. Era étnicamente altáico de la familia de los Choros (su nombre es a menudo indicado como Choros-Gurkin). En 1878 fue enviado a la escuela de pintura de iconos en Ulala, y finalmente se convirtió en un pintor de iconos profesional. Posteriormente, se convirtió en seguidor de la religión altái del burjanismo. Trabajó en Ulala y Bisk. En 1897, comenzó sus estudios en la Academia Imperial de las artes en San Petersburgo con Iván Shishkin y Alexander Kiselyov.
En 1903, Gurkin regresó a Altái y comenzó a trabajar como profesor en el selo de Anos, viajando cada verano a regiones remotas de las Montañas Altái. La ciudad más cercana con una escena desarrollada del arte era Tomsk, donde Gurkin participó en exposiciones de arte. Fue miembro de la Sociedad de Amantes de Arte de Tomsk (la principal escena del arte en Tomsk) desde 1909.
En febrero de 1918, después de la Revolución de Octubre, representantes de las tribus altái en Ulala decidieron establecer el Gobierno de Karakorum, el cual tenía el propósito de unir todas las tierras altái en un estado nacional. Gurkin se convirtió entonces en el presidente del gobierno. En 1919, el gobierno fue destituido por las fuerzas leales a Alexander Kolchak, y Gurkin huyó a Mongolia, donde vivió por un año y en 1921, con un ayuda de los partisanos rojos, dirigido por su comandante Sergey Kochetov, se mudó al Tannu Tuvá. Allí continúe describir la vida diaria y tradiciones de los locales, incluyendo el chamanismo.
En 1925, Gurkin regresó a la Unión Soviética. Entre los años 1920 y 1930,se involucró en la educación, especialmente, creó ilustraciones para poemas épicos de Altái y libros escolares de primaria. En 1937, durante la Gran Purga, Grigory Gurkin fue arrestado y posteriormente ejecutado.